# منطقة شتراوبينغ-بوغن
مِنْطَقَة شتَرِآُوبِينَغٌ - بُوغِنٌ (بالأَلمانِيَّة: Landkreis Straubing-Bogen) هِي دائِرَة أَلمانِيَّة تَّابعة لمُحافظة باڤارِيا السُّفلَى في وِلاَية باڤارِيا فِي جُمهُوريَّة أَلمَانيَا الاِتّحاديّة. وتضُمّ مِنطَقَة شتَرِآُوبِينَغٌ - بُوغِنٌ مدِينتين، وثلاثة أَسُوَّاق، واِثنان وثلاثِين بَلدَة بمِساحة تُقَدَّر بحَوالَي 1282 كم².

## معرض الصور

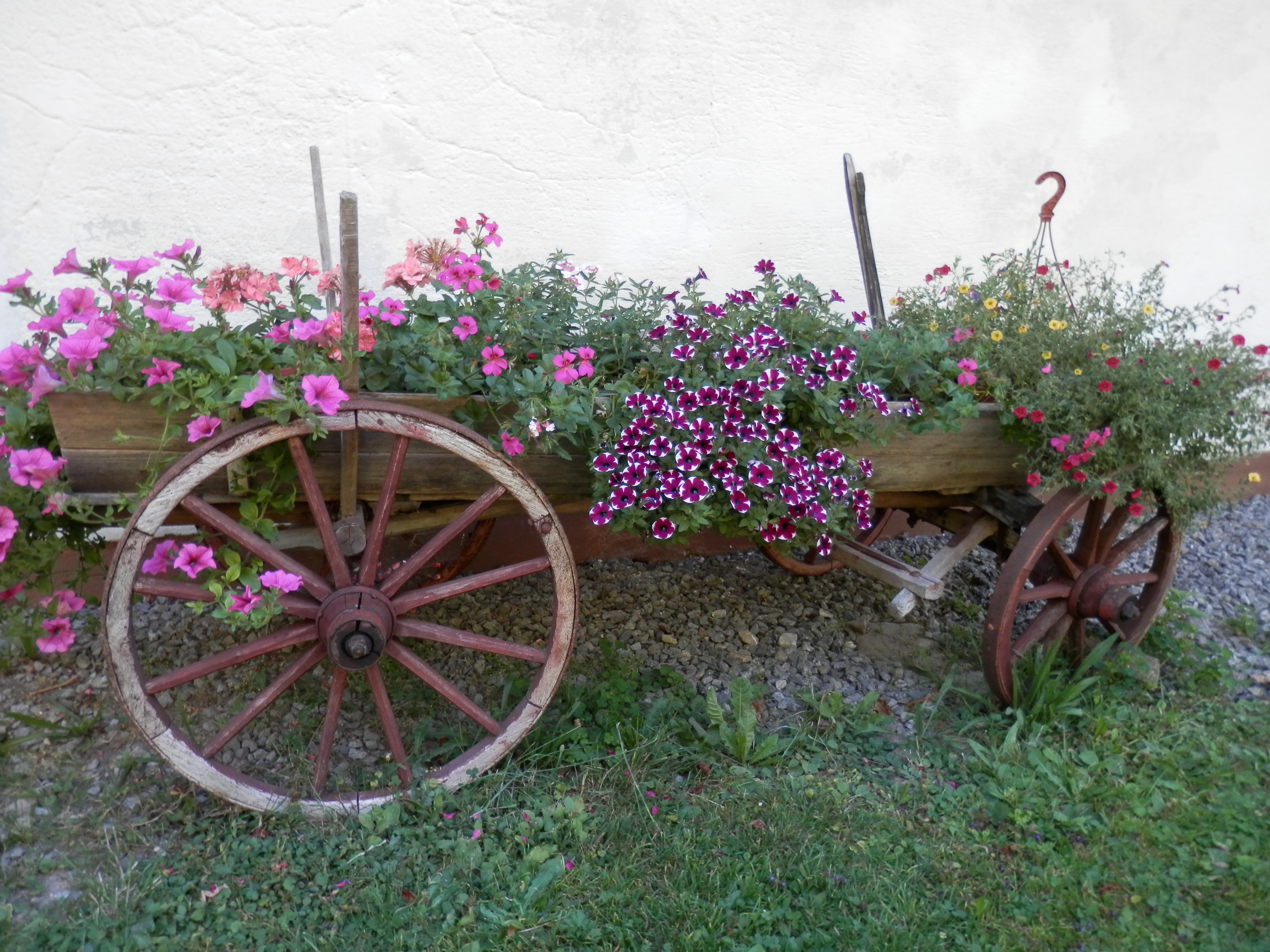
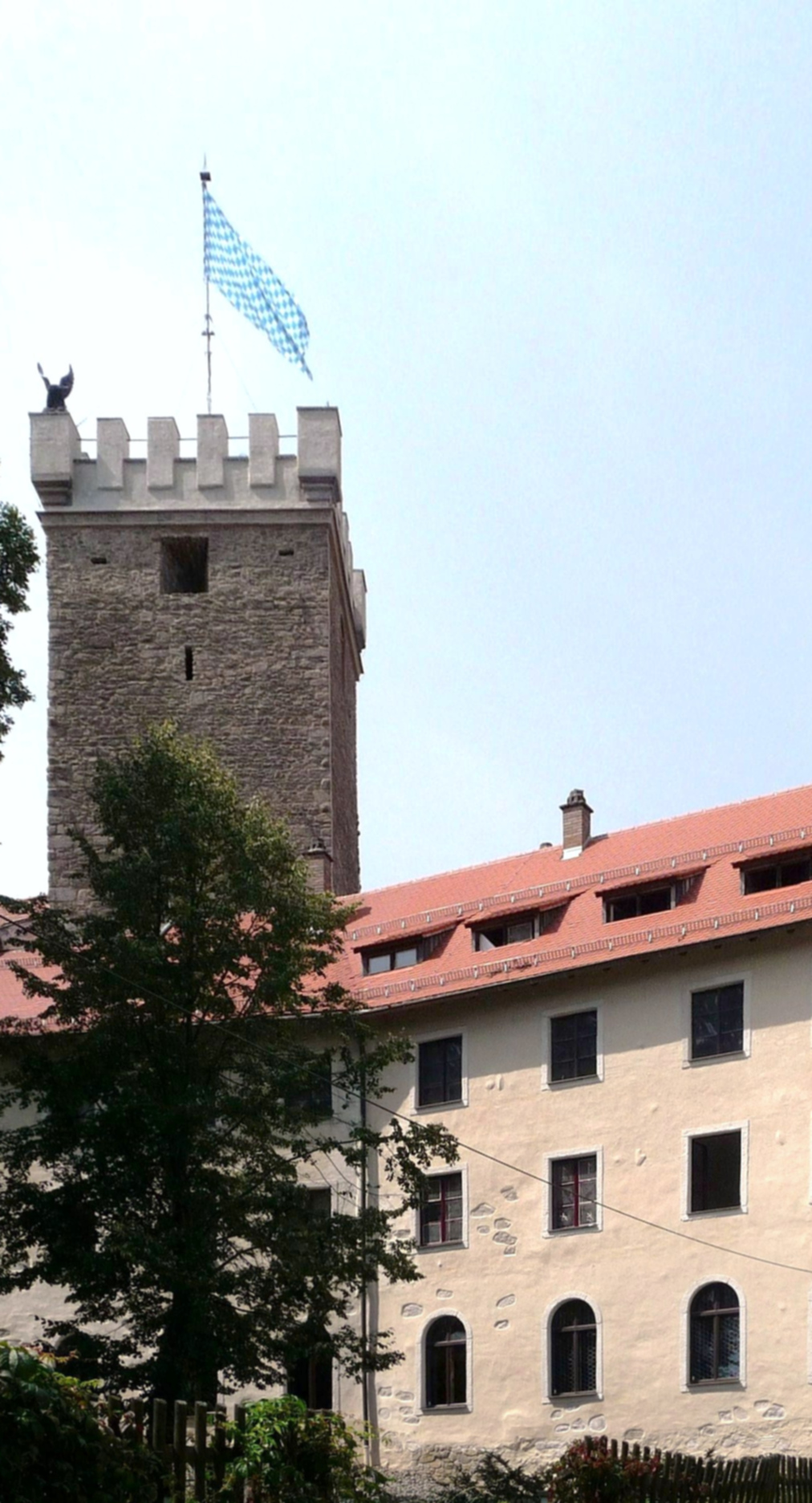
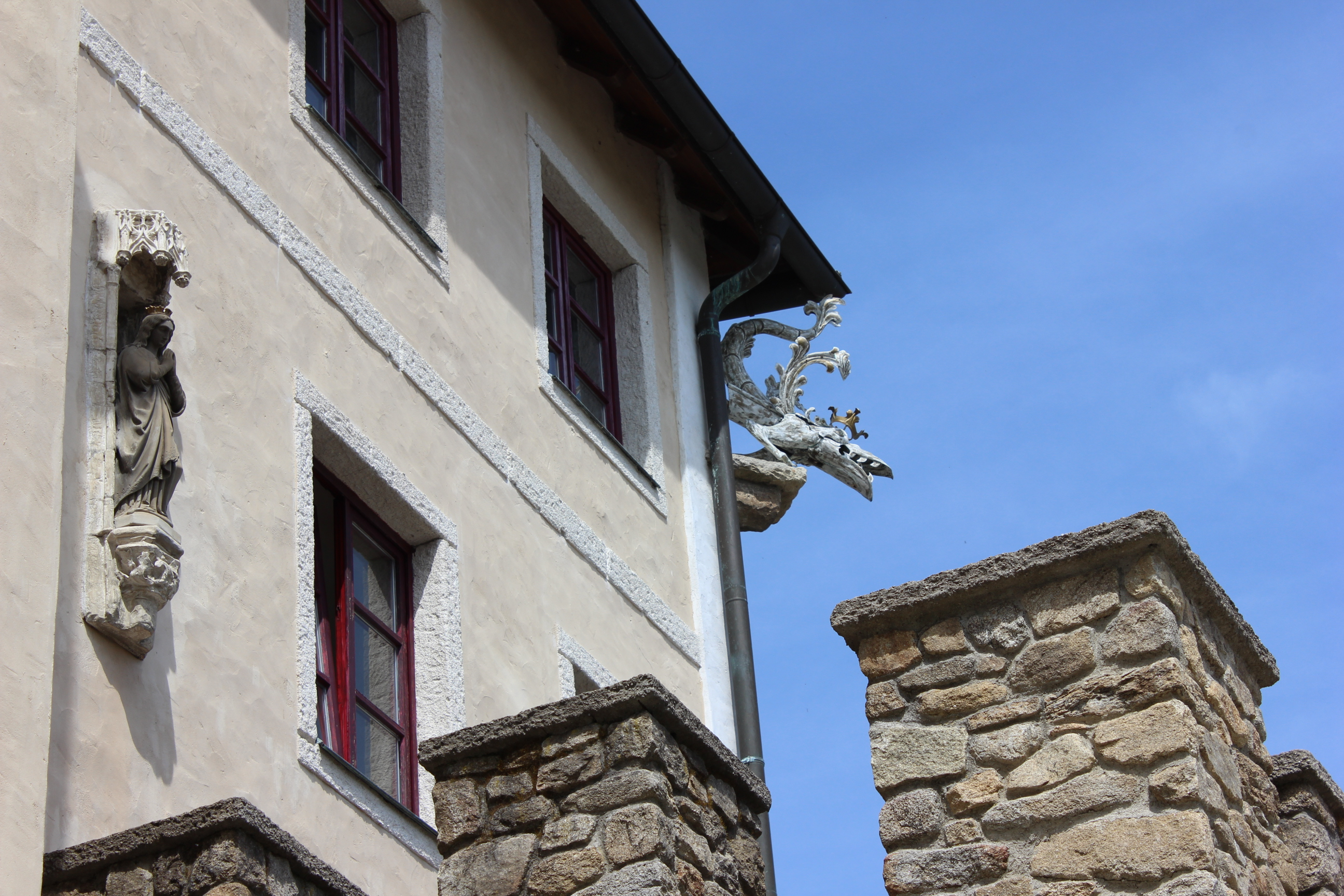
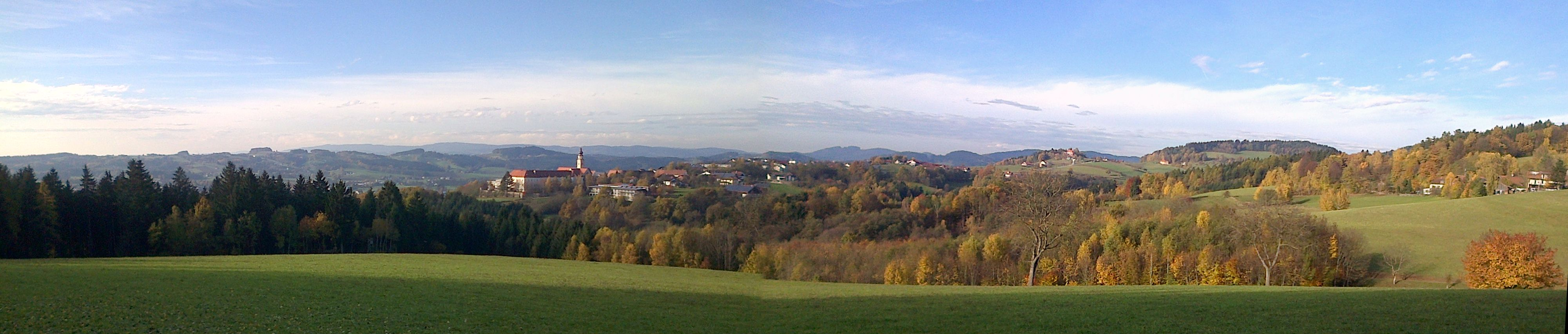

## التّقسِيمات الإِدارِيّة
تضُمّ مِنطَقَة شتَرِآُوبِينَغٌ - بُوغِنٌ مدِينتين، وثلاثةٌ أَسُوَّاق، واِثنان وثلاثِين بَلدَة. وهِي كالتَّالي:

### المُدن
| اِسم المدِينة       | ٱلِٱسم بالأَلمانِيَّة   | عَدد السُكَّان | المِساحَة (كم²) |
| ----------------- | ------------------ | ---------- | ------------- |
| مدِينة بُوغِنٌ        | Stadt Bogen        | 9٬920      | 49            |
| مدِينة غَآيِزلِهُورِينَغٌ | Stadt Geiselhöring | 6٬900      | 99            |

### الأَسوَاق
| اِسم السُّوق                 | ٱلِٱسم بالأَلمانِيَّة                | عَدد السُكَّان | المِساحَة (كم²) |
| ------------------------- | ------------------------------- | ---------- | ------------- |
| سُوق مَآلِرسدُورف - بِفَافِنبِيرغٌ | Markt Mallersdorf-Pfaffenberg   | 6٬682      | 72            |
| مِيترفِيلِس                  | Markt Mitterfels                | 2٬732      | 14            |
| سُوق شڤَارزَآَخْ               | (Markt Schwarzach (Niederbayern | 2٬798      | 34            |

### البلدَات
| اِسم البلدَة         | ٱلِٱسم بالأَلمانِيَّة                    | عَدد السُكَّان | المِساحَة (كم²) |
| ------------------ | ----------------------------------- | ---------- | ------------- |
| بَلْدَة أَهُولفِينغٌ      | Gemeinde Aholfing                   | 1٬818      | 21            |
| بَلْدَة أَيترهُوفِنٌّ      | Gemeinde Aiterhofen                 | 3٬275      | 43            |
| بَلْدَة أَشَا           | (Gemeinde Ascha (Niederbayern       | 1٬597      | 19            |
| بَلْدَة أَتِينغٌ         | Gemeinde Atting                     | 1٬676      | 14            |
| بَلْدَة فَالكُونفِيلِس    | Gemeinde Falkenfels                 | 1٬034      | 11            |
| بَلْدَة فِيلِدكِيرشِنٌّ     | (Gemeinde Feldkirchen (Niederbayern | 2٬007      | 22            |
| بَلْدَة هَاِيبَآَخْ        | (Gemeinde Haibach (Niederbayern     | 2٬104      | 32            |
| بَلْدَة هاِسلبَآَخْ       | (Gemeinde Haselbach (Niederbayern   | 1٬806      | 18            |
| بَلْدَة هُوندردُورف     | Gemeinde Hunderdorf                 | 3٬299      | 22            |
| بَلْدَة إيرلبَآَخْ       | Gemeinde Irlbach                    | 1٬142      | 15            |
| بَلْدَة كِيرشِرُوت       | Gemeinde Kirchroth                  | 3٬691      | 43            |
| بَلْدَة كُونتْزِل        | Gemeinde Konzell                    | 1٬804      | 27            |
| بَلْدَة لَابِيرڤِينتِنغٌ   | Gemeinde Laberweinting              | 3٬397      | 76            |
| بَلْدَة لِيبلِفِينغٌ      | Gemeinde Leiblfing                  | 4٬157      | 78            |
| بَلْدَة لِويتزِندُورف    | Gemeinde Loitzendorf                | 613        | 12            |
| بَلْدَة مَارِيابُوشِينغٌ   | Gemeinde Mariaposching              | 1٬414      | 19            |
| بَلْدَة نِيُوكيرشِنٌّ      | (Gemeinde Neukirchen (Niederbayern  | 1٬722      | 25            |
| بَلْدَة نيدر ڤِينكلِينغٌ | Gemeinde Niederwinkling             | 2٬653      | 25            |
| بَلْدَة أُوبِرشنَايدِينغٌ  | Gemeinde Oberschneiding             | 2٬881      | 60            |
| بَلْدَة بَارَك شتِتِنٌّ     | Gemeinde Parkstetten                | 3٬123      | 19            |
| بَلْدَة بِيرَاسدُورف     | Gemeinde Perasdorf                  | 561        | 16            |
| بَلْدَة بِيركَام        | Gemeinde Perkam                     | 1٬489      | 14            |
| بَلْدَة غَايِن          | (Gemeinde Rain (Niederbayern        | 2٬805      | 14            |
| بَلْدَة غَاتِينبِيرغٌ     | (Gemeinde Rattenberg (Niederbayern  | 1٬711      | 30            |
| بَلْدَة غاتيستْسِيل     | Gemeinde Rattiszell                 | 1٬494      | 22            |
| بَلْدَة سَآلشِينغٌ       | Gemeinde Salching                   | 2٬579      | 22            |
| بَلْدَة سَآنكت إِنجلِمَار | Gemeinde Sankt Englmar              | 1٬784      | 37            |
| بَلْدَة شتَآلڤَانغٌ      | Gemeinde Stallwang                  | 1٬394      | 21            |
| بَلْدَة شتَآيْنَآَخْ       | (Gemeinde Steinach (Niederbayern    | 3٬147      | 23            |
| بَلْدَة شترَاسكِيرشِنٌّ    | Gemeinde Straßkirchen               | 3٬180      | 38            |
| بَلْدَة ڤِيسنفِيلِِدنٌ     | Gemeinde Wiesenfelden               | 3٬726      | 78            |
| بَلْدَة ڤِيندبِيرغٌ      | Gemeinde Windberg                   | 1٬106      | 8             |

## وصلات خارجية
- الصّفحة الرّسميّة لِمِنطَقَة شتَرِآُوبِينَغٌ - بُوغِنٌ (بالألمانية)